# Panfilow (Kirgisistan)
Panfilow (kirgisisch Панфилов, russisch Панфиловское Panfilowskoje) ist ein Dorf im Oblus Tschüi (Kirgisistan) mit 8456 Einwohnern (Stand 2022).

## Geographie
Das Dorf liegt im Rajon Panfilow im Westen des nordkirgisischen Oblus Tschüi, einige Kilometer südlich von Kajyngdy.

## Bevölkerung
| Jahr | Einwohner |
| ---- | --------- |
| 1999 | 8226      |
| 2009 | 7762      |
| 2022 | 8456      |